# Halde Rheinelbe

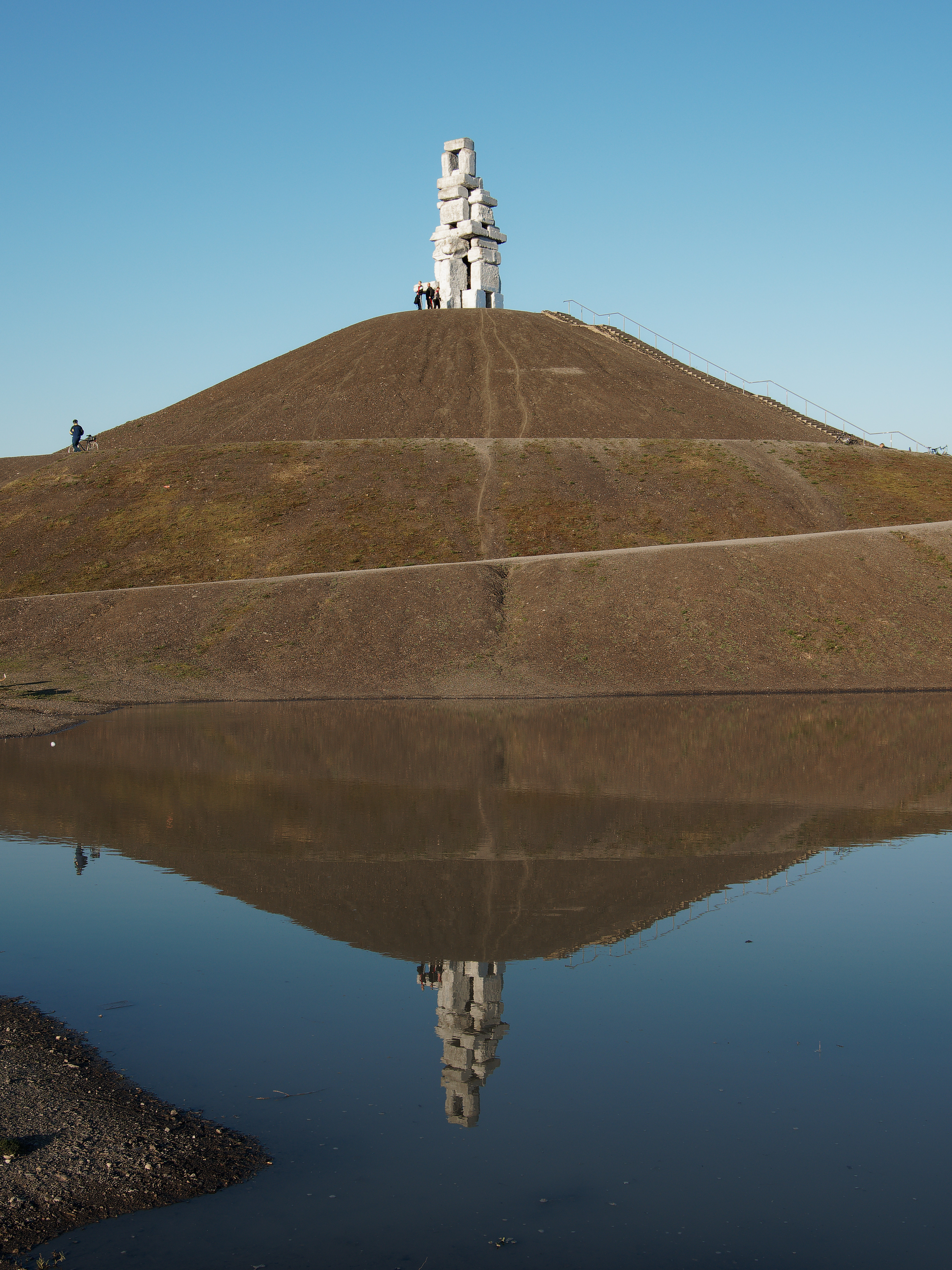
Auf der Halde Rheinelbe mit Blick auf die innere Kuppe mit Himmelstreppe von Herman Prigann

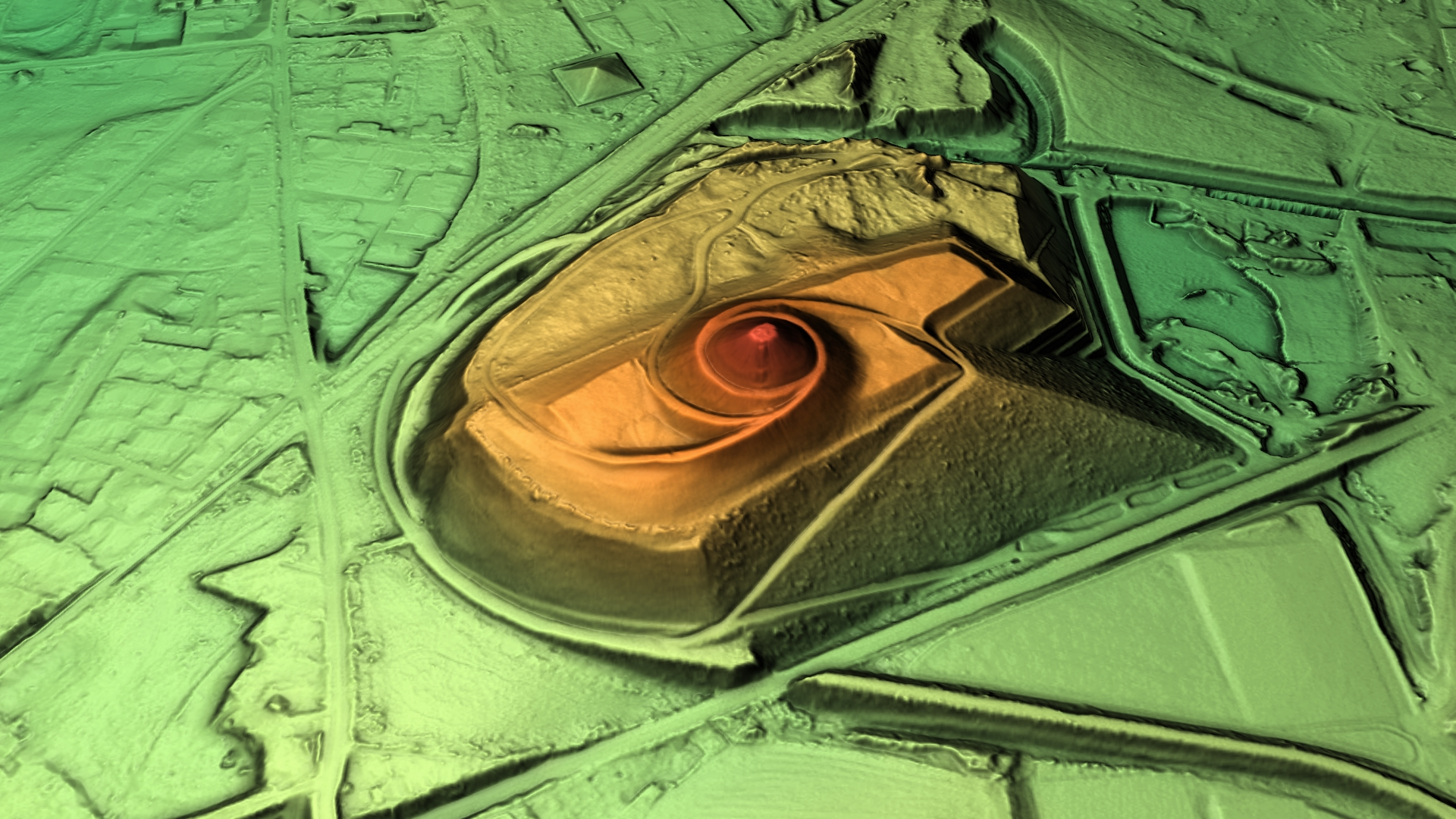
3D-Ansicht des digitalen Geländemodells

Die Halde Rheinelbe ist eine ca. 100 m ü. NHN hohe begeh- und befahrbare Bergehalde in Gelsenkirchen-Ückendorf. Sie befindet sich dort an der Leithestraße nahe dem Halfmannshof. Die Halde Rheinelbe ist bei Dirt-Bike-, Downhill- und Freeride-Fahrern sehr beliebt, die sich im Laufe der Zeit diverse Strecken außerhalb der normalen Wege gebaut haben.

## Geschichte
Die Halde wurde während des Betriebes der Zeche Rheinelbe bis zur Schließung im Jahre 1928 aufgeschüttet. Auch danach wurde die Halde weiter genutzt, insbesondere für Baustoff und weitere Aufschüttungen. Anfang 1976 wurde die Halde für die weitere Nutzung mit 867.000 Bäumen und Sträuchern bepflanzt. 1999 erfolgte schließlich die letzte Aufschüttung und damit die Beendigung der typischen Funktion einer Halde.
Rheinelbe gehört zu den brennenden Halden. Im Abraum befinden sich auch Kohlereste; diese reagieren exotherm mit dem Luftsauerstoff, der ins Innere der Halde vordringt, und wegen des Wärmestaus kommt es schließlich zur Selbstentzündung. Es wurden Temperaturen bis zu 400 Grad Celsius gemessen.
Im Rahmen der IBA Emscherpark wurde die Halde Rheinelbe als Naherholungsgebiet erschlossen. Der entstandene Tafelberg mit zusätzlich aufgeschüttetem, unbegrünten Spitzkegel zählt heute zu den Landmarken des Ruhrgebiets. Sie ist zudem Teil der Route Industriekultur.
In einem der letzten verbliebenen Zechen-Bauten im Rheinelbe-Wald, der ehemaligen Umspannstation, befindet sich die größte Forststation des Ruhrgebietes. Auf einem der Halde angegliederten Gelände wurden die alten Werkstatthallen in Künstler-Ateliers umgewandelt.

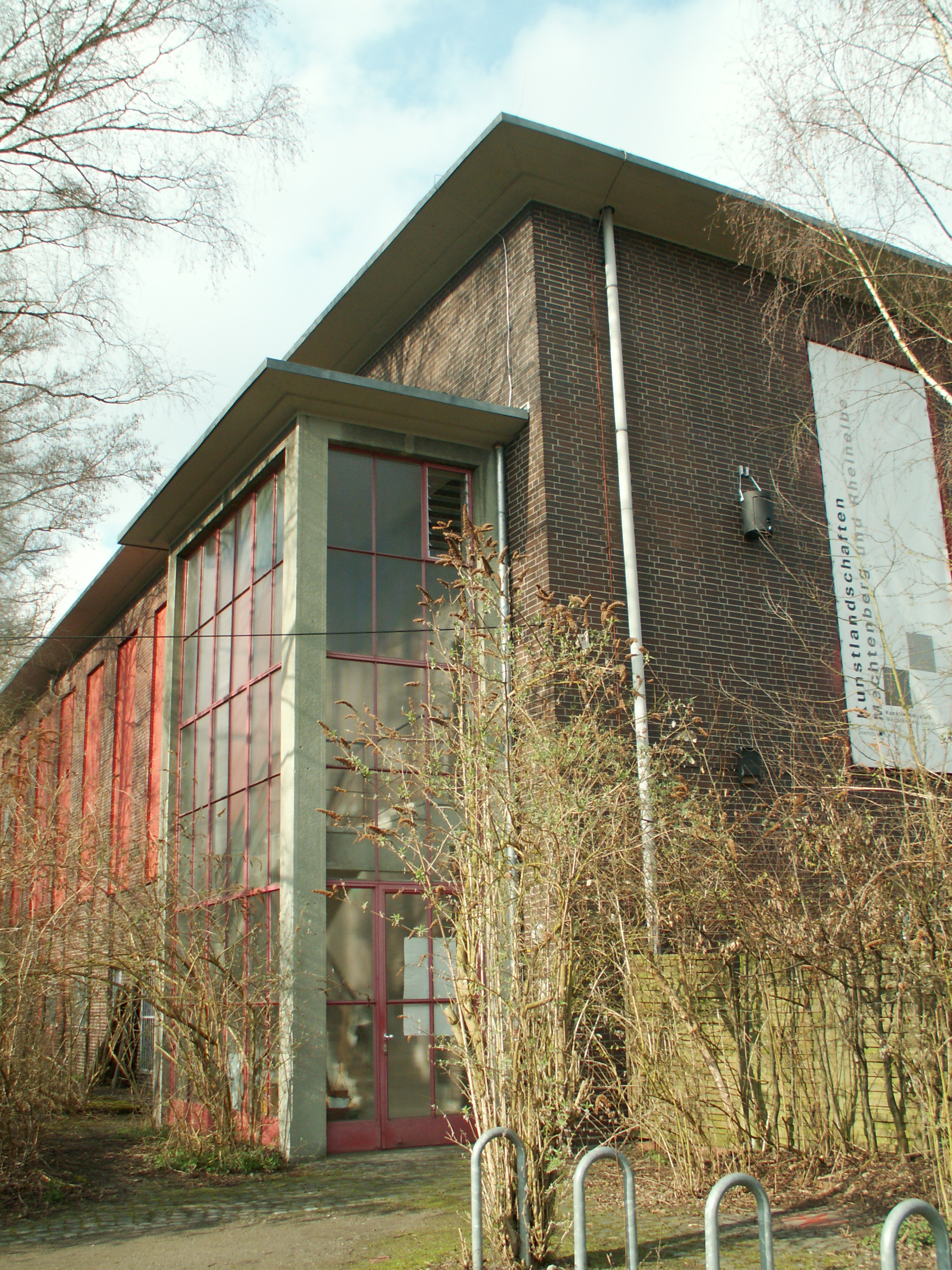
Ehemaliges Umspannwerk, heute Forsthaus
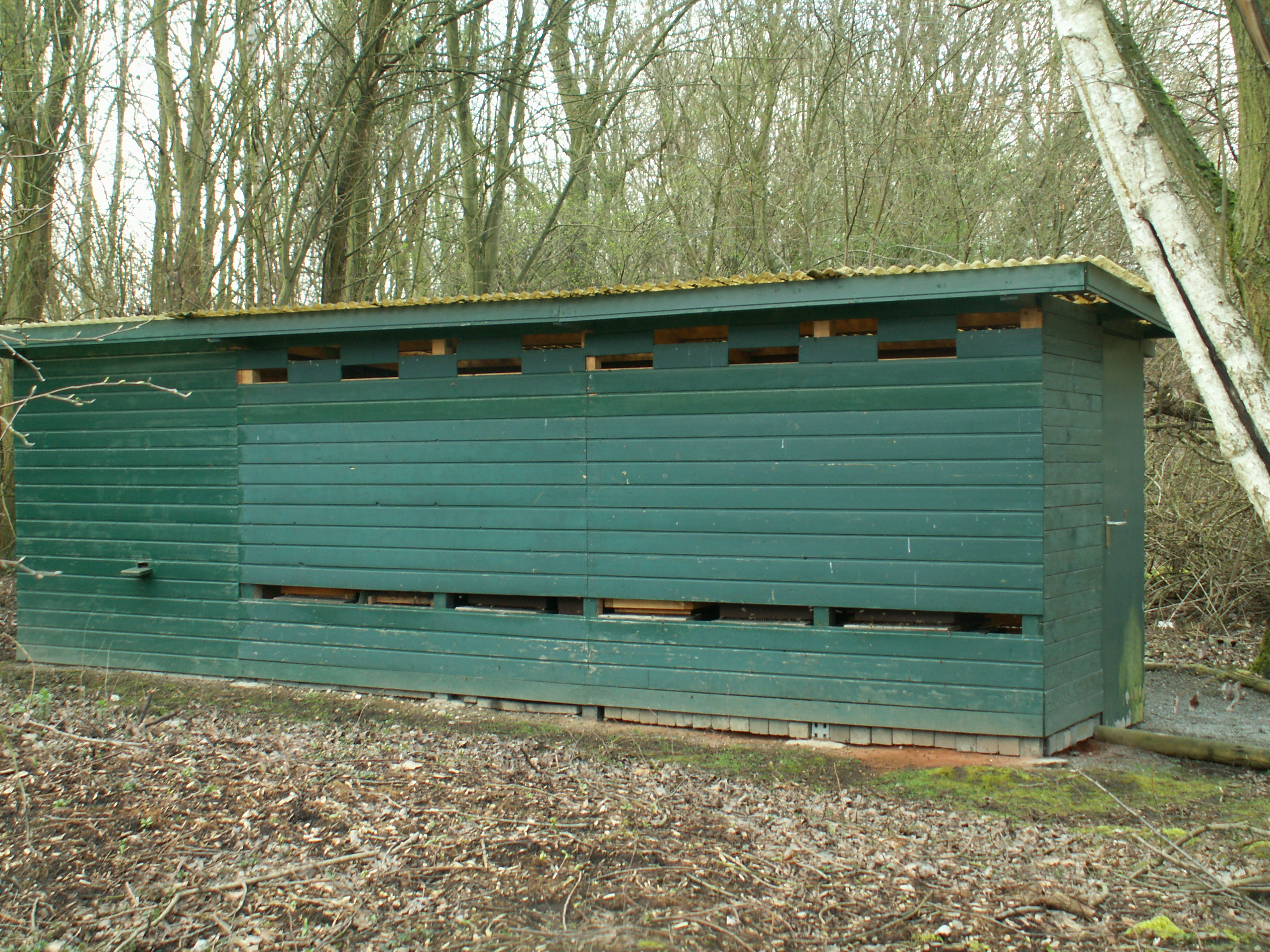
Bienenhaus am Forsthaus
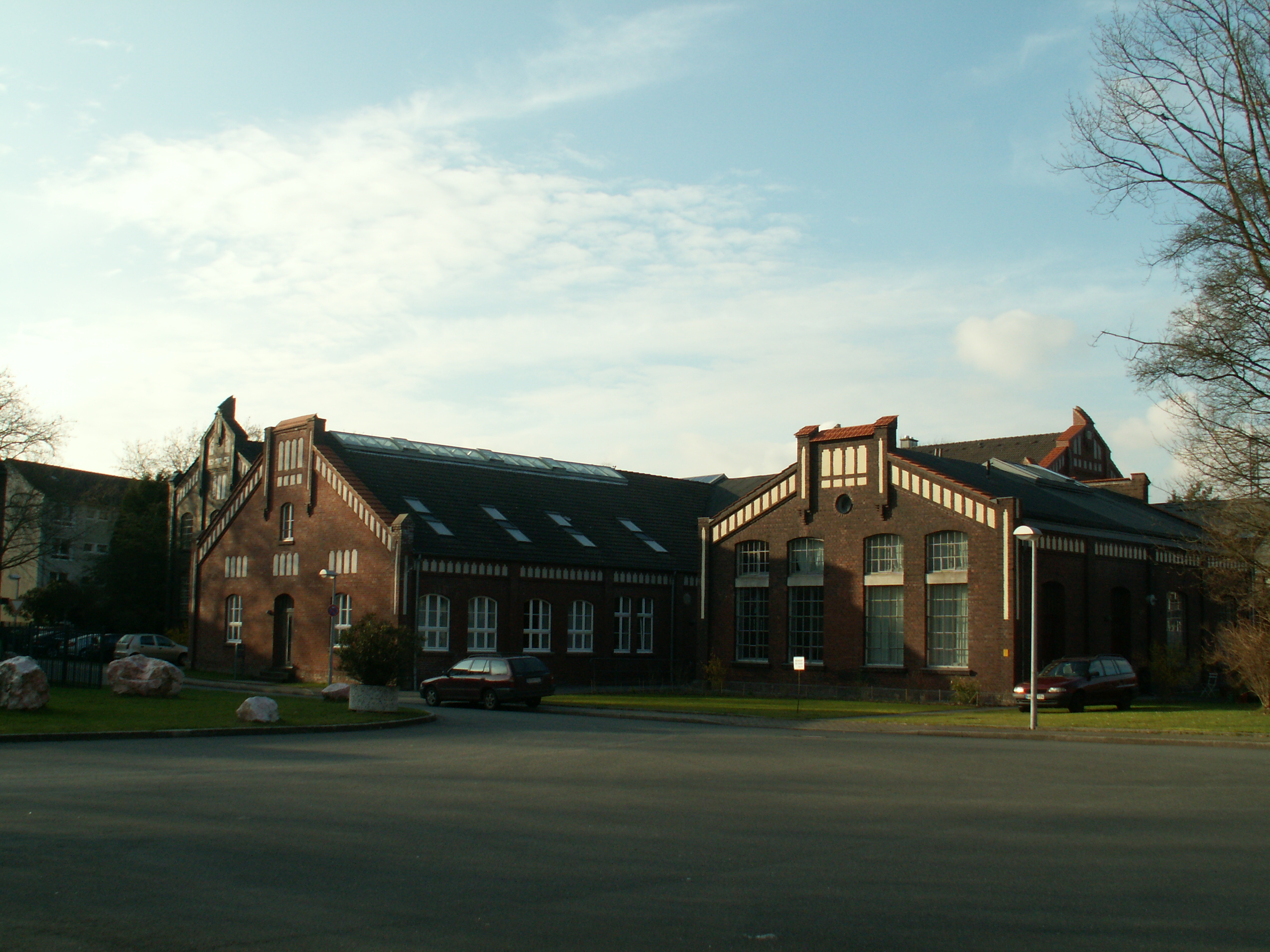
Ehemalige Werkstätten mit heutiger Nutzung als Kunststation
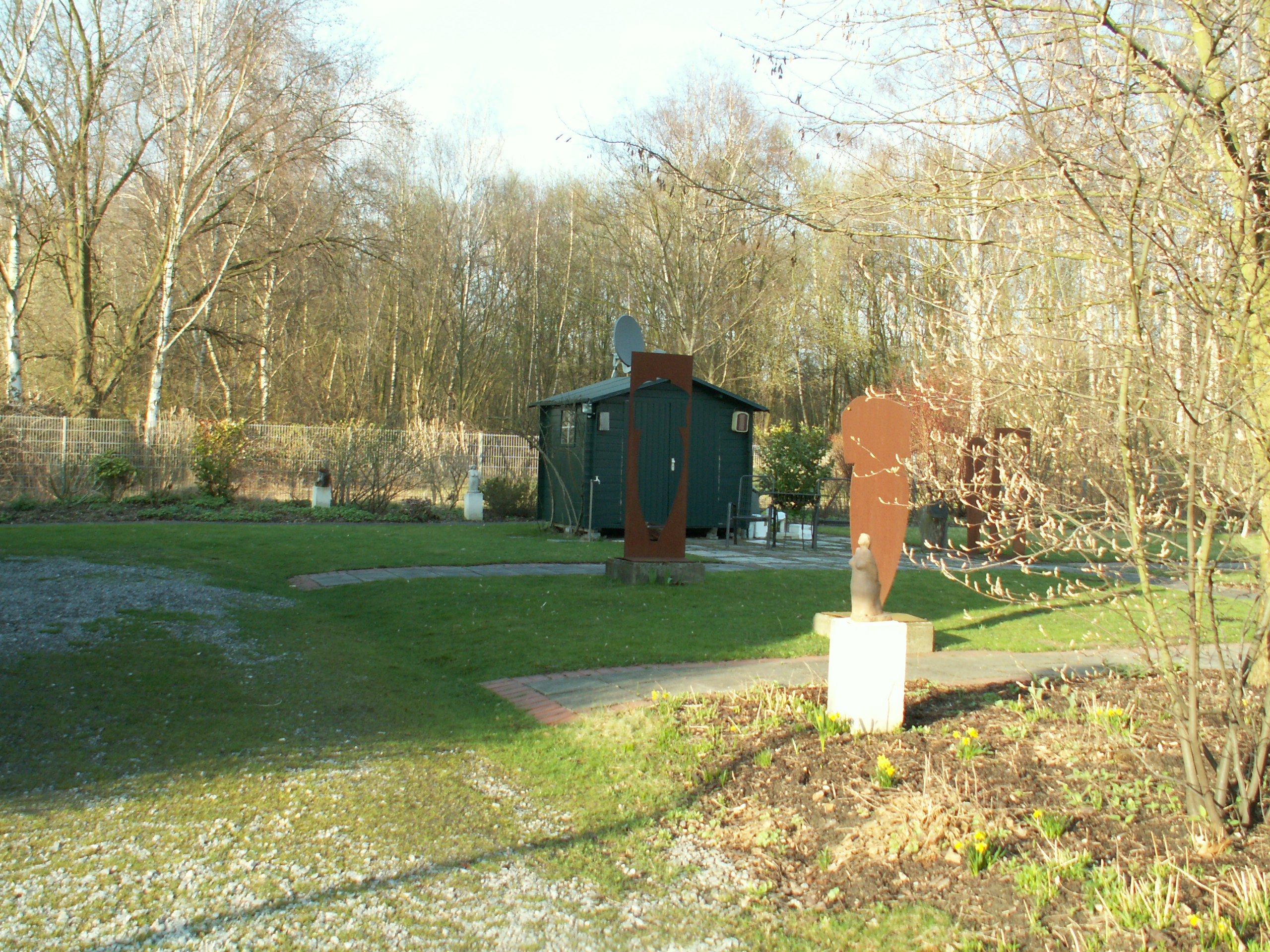
Kunststation Rheinelbe
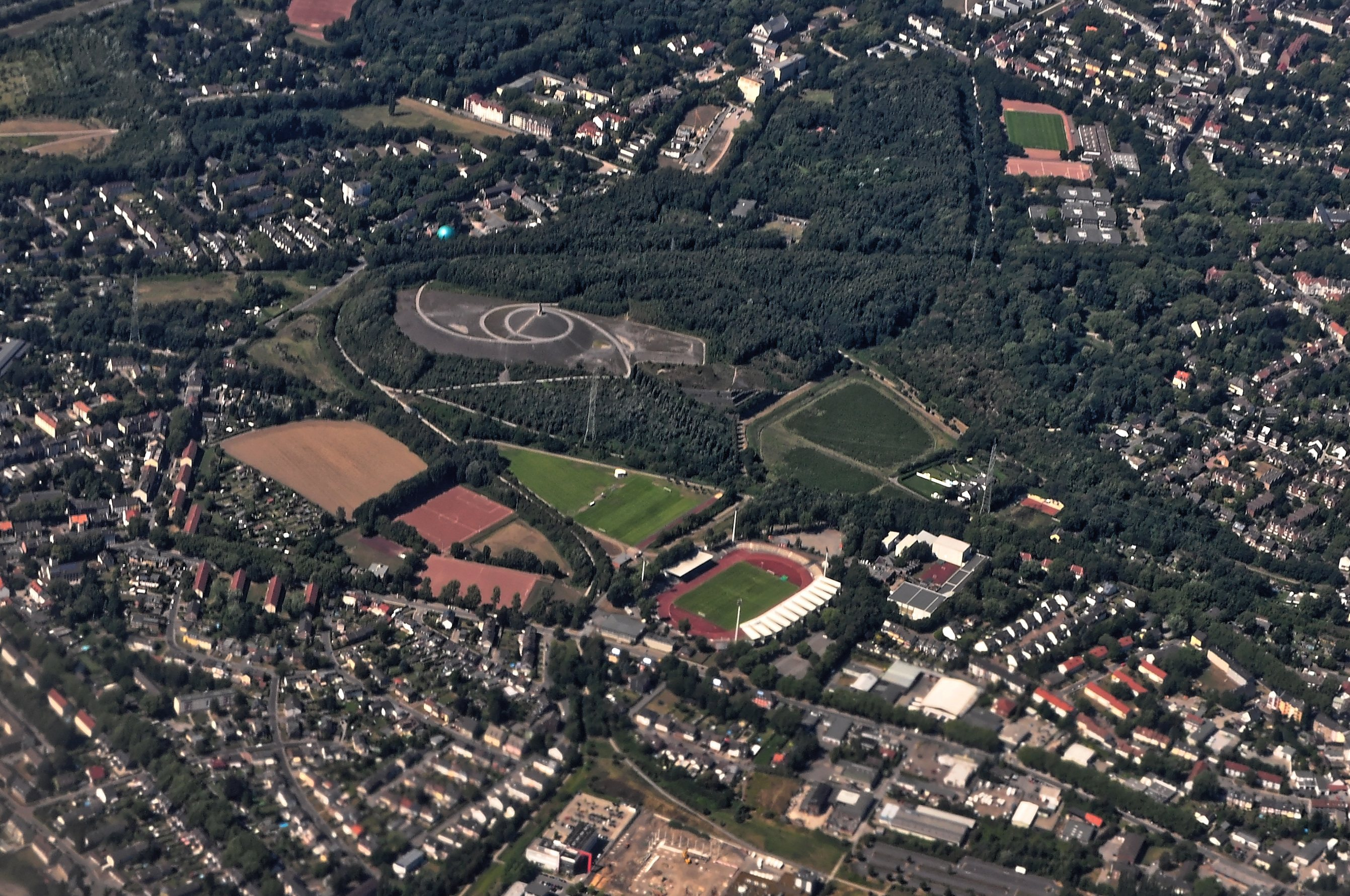
Die Halde von oben
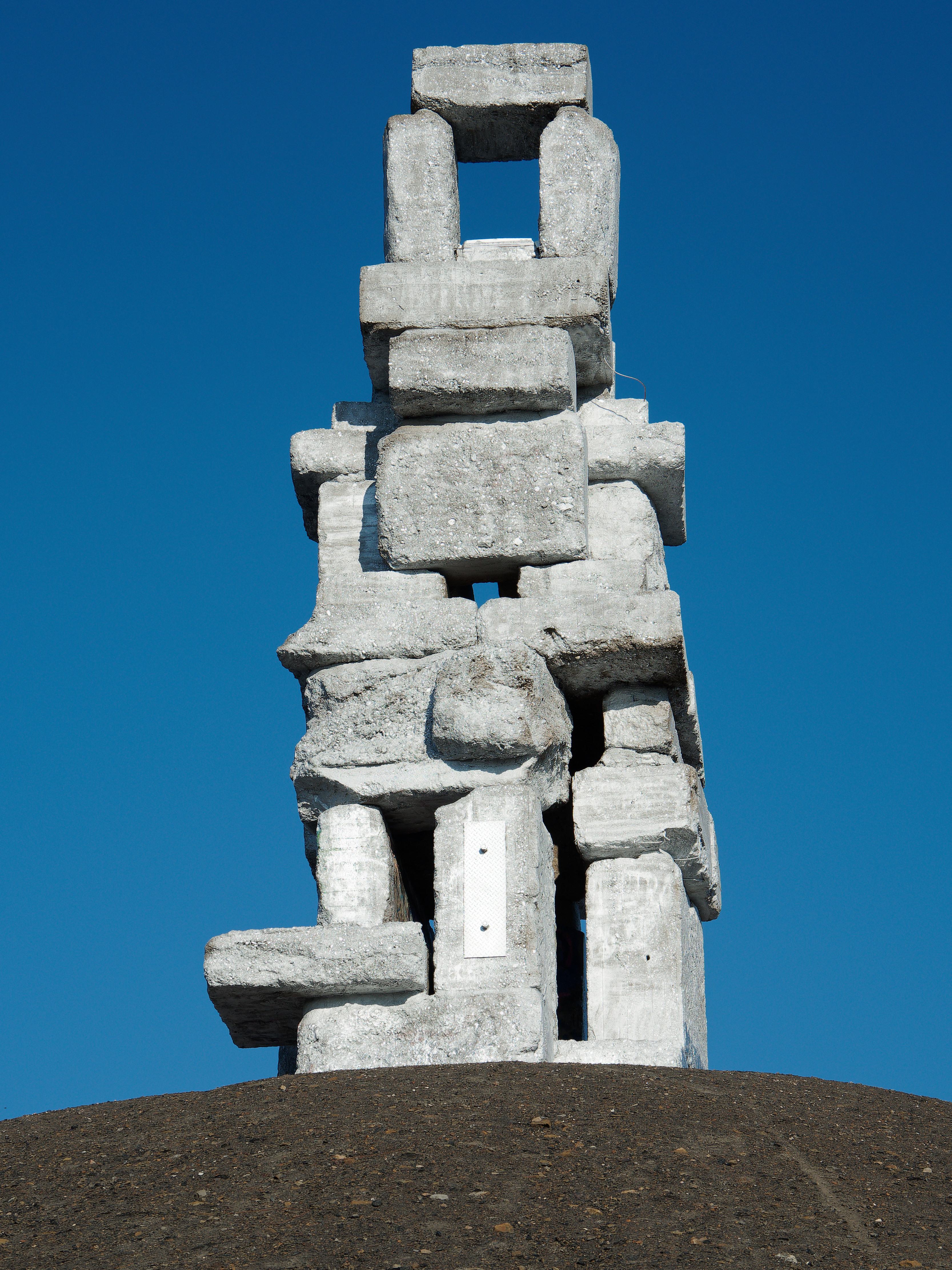
Die illegal mit Silberlack eingesprühte Himmelstreppe[4], zeitnah entfernt

## Skulpturenwald

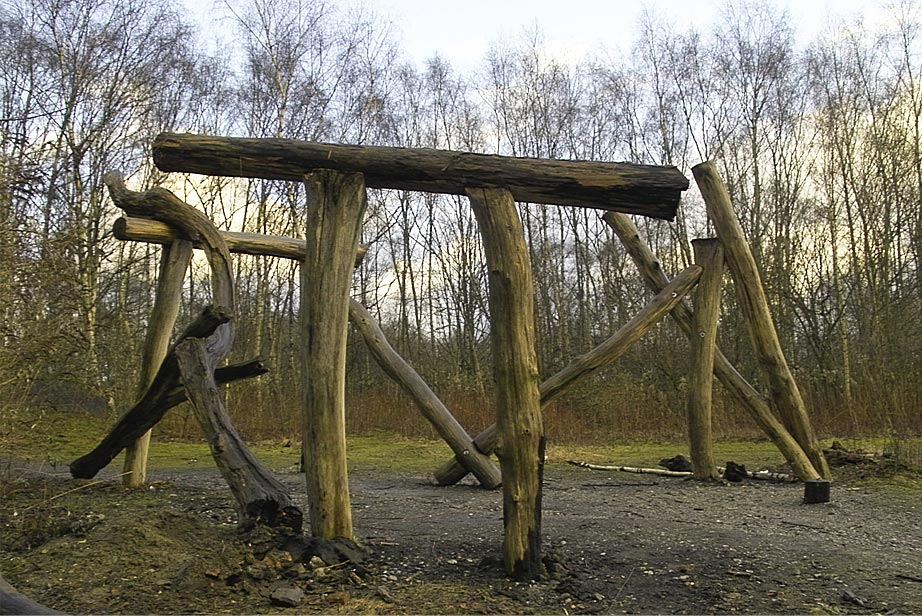
Mondholz

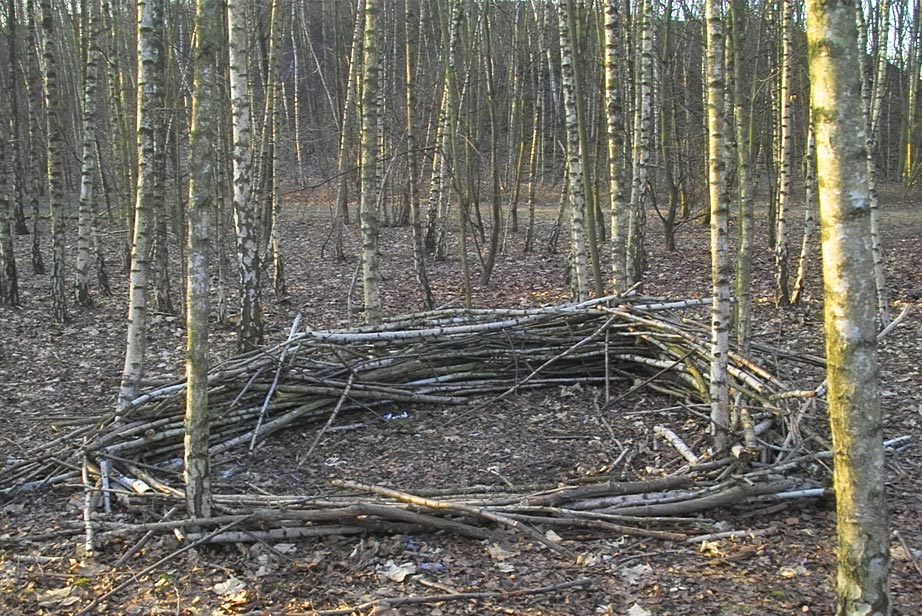
Birkennest

Seit Anfang der 1990er Jahre ließ der Künstler Herman Prigann auf der Halde und im umgebenden Gelände einen „Skulpturenwald“ entstehen, manchmal auch „Skulpturenpark“ genannt (nicht zu verwechseln mit den Holzskulpturen auf der Halde Haniel). Abfall-Materialien des Industriezeitalters wie Mauerstücke, Betonblöcke und alte Stahlteile bilden in Verbindung mit Naturmaterialien wie Eichenstämmen und Kies archaische Landschafts-Skulpturen.
Der eigentliche Haldenberg ist mit spiralförmig angelegten Wegen erschlossen. Darauf thront die weithin sichtbare Himmelstreppe, ein zehn Meter hoher Aufbau aus schweren Betonblöcken. Die Große Treppe, gesetzt aus verschiedenen Trümmerstücken, führt auf einen anderen Berggipfel. Dort befindet sich die Skulptur Mondholz aus wuchtigen verschraubten Baumstämmen. Auf aufrecht stehende von Baumstämmen gestützte tonnenschwere Beton-Blöcke sollten im Laufe der Zeit langsam herabsinken und so die Vergänglichkeit aller Materialien und den Lauf der Zeit versinnbildlichen. Da die Baumstämme jedoch schon viel früher nachgaben als geplant und die Betonblöcke eine Gefahr darstellten, änderte Prigann sein Konzept und stellte die Betonblöcke auf die am Boden liegenden Stämme.
Am Aufgang zum Haldenberg stellte Prigann eine Reihe von Beton-Stelen auf, in die Beispiele von Bergmanns-Lyrik des Ruhrgebiets geritzt sind. Diese sind später teilweise zerbrochen und nicht mehr vollständig erhalten.
Regelmäßig war Prigann auf dem Rheinelbe-Gelände aktiv, stellte neue Skulpturen auf oder arbeitete an vorhandenen weiter. Zuletzt kam eine große Windwaage hinzu, eine Stahlskulptur, die bei Wind metallische Geräusche von sich gibt. Zusätzlich gibt es noch eine Reihe anderer Arbeiten, die im Gelände verstreut sind. Es lohnt sich daher durchaus, die fest angelegten Wege zu verlassen und den Wald auf Trampelpfaden zu erkunden.